# Termoeustatismo
El termoeustatismo es el eustatismo, cambio global del nivel del mar, debido a los cambios prolongados de la temperatura general de los océanos. En el curso de las eras geológicas, la temperatura de los mares ha sufrido variaciones importantes y, por ejemplo, durante el terciario, la temperatura superficial de los mares descendió progresivamente de 17 a 2 °C. Como el calor dilata sensiblemente al agua, y el frío reduce su volumen, esas variaciones repercuten sobre el nivel general de los océanos. 
La importancia de ese termoeustatismo es que si la variación de la temperatura repercute en toda la masa de los océanos, cada grado Celsius en más o en menos eleva o rebaja el nivel del mar en unos dos metros.